# Verdinpungmes
Verdinpungmes (Auriparus flaviceps) är en tätting, den enda i Nordamerika förekommande arten i familjen pungmesar. Arten minskar i antal, men bedöms vara livskraftig.

## Utseende och läten
Verdinpungmesen är en mycket liten (10–11 cm), mestadels grå tätting med liten och spetsigt konformad näbb och rätt kort stjärt. Adult fågel har karakteristiskt gult huvud med mörk tygel och rödbruna skapularer. Ungfågeln är enhetligt ljusgrå. Lätet är ett ljust och genomträngande "tseewf". Även ett djupare visslat "tee too too" hörs liksom det hårda, upprepade kontaktlätet "kit".

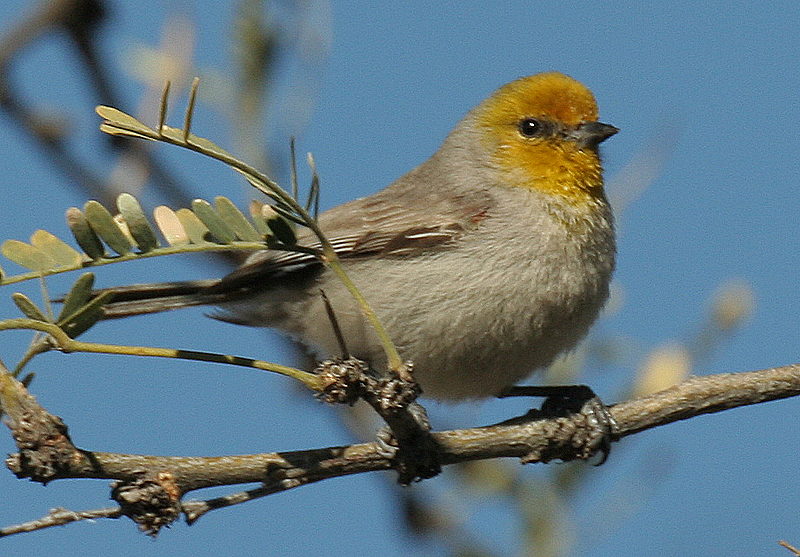

## Utbredning och systematik
Verdinpungmes placeras som enda art i släktet Auriparus. Den förekommer från sydvästra USA söderut till västra Mexiko. Arten delas in i sex underarter med följande utbredning:
- Auriparus flaviceps acaciarum – öknar i sydvästra USA till norra Baja California och nordvästra Mexiko
- Auriparus flaviceps ornatus – sydöstra Arizona till Oklahoma, Texas, södra Coahuila och Tamaulipas
- Auriparus flaviceps flaviceps – centrala Baja California, nordöstra Sonora till norra Sinaloa och Tiburón
- Auriparus flaviceps lamprocephalus – södra Baja California, på öarna San José och San Francisco
- Auriparus flaviceps sinaloae – nordvästra Mexiko (nordvästra Sinaloa från Culiacán till Guamuchil)
- Auriparus flaviceps hidalgensis – i västra Mexiko (nordöstra Jalisco till södra San Luis Potosí och östra Hidalgo)

## Levnadssätt
Verdinpungmesen är vanlig i busköken. Den ses där nästan alltid ensam när den kvickt och akrobatiskt rör sig genom snåren på jakt efter småinsekter, frukt och nektar. Fågeln häckar från början av mars till juni i större delen av utbredningsområde. Verdinpungmesen bygger liksom andra arter i familjen ett klotformat bo. Arten är i stort sett stannfågel.

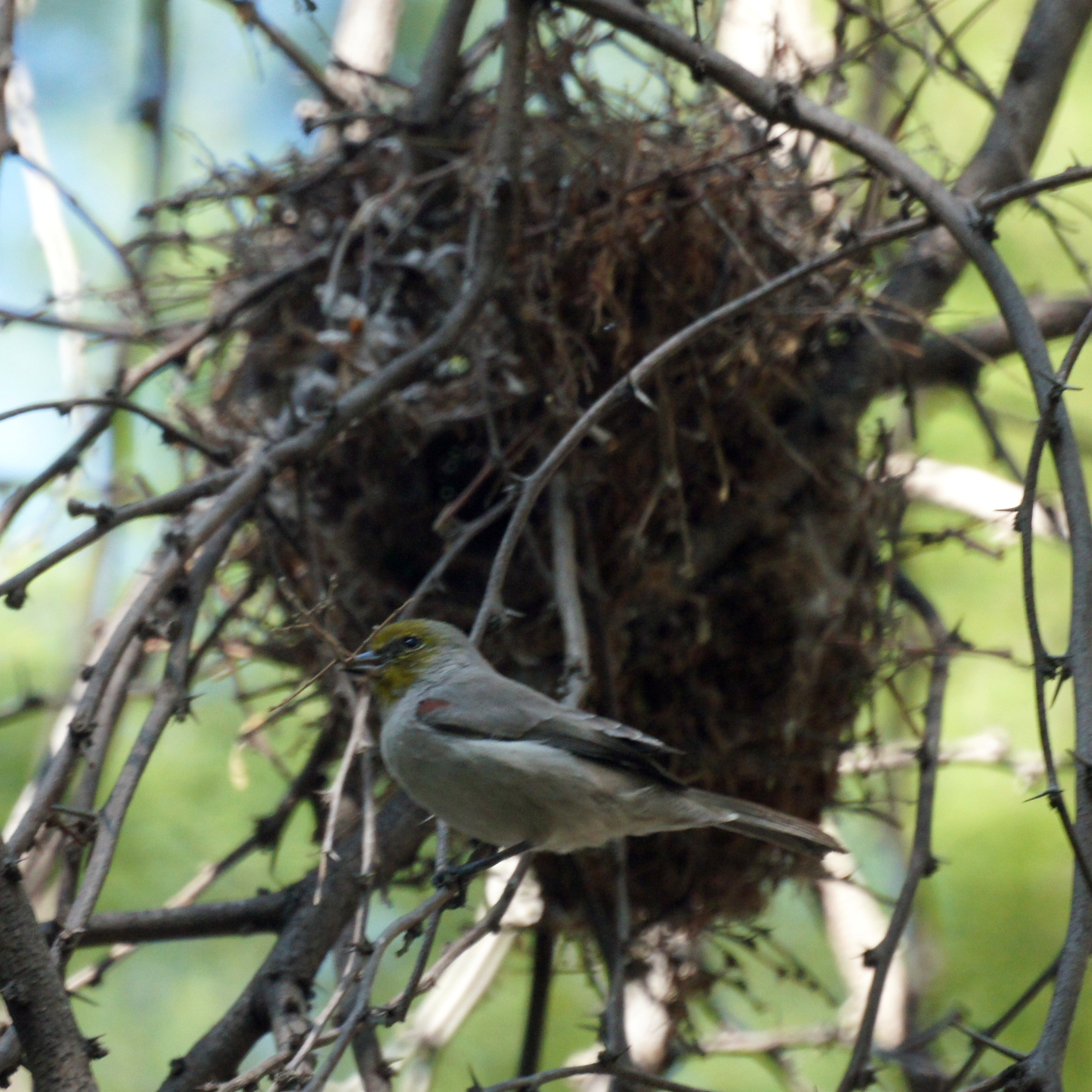
Verdinpungmes vid sitt bo.

## Status och hot
Arten har ett stort utbredningsområde, men tros minska i antal, dock inte tillräckligt kraftigt för att den ska betraktas som hotad. Internationella naturvårdsunionen IUCN listar arten som livskraftig (LC). Beståndet uppskattas till 7,2 miljoner vuxna individer.